# Халимонов, Алексей Дмитриевич
Алексей Дмитриевич Халимонов (1909 — 17 апреля 1987) — российский историк и педагог; известный краевед, исследователь города Острогожска и Острогожского района Воронежской области.
Заслуженный учитель РСФСР. Участник Великой Отечественной войны.
Автор историко-краеведческой книги «Острогожск» (1978).

## Биография
Родился в 1909 году в селе Славгород[уточнить] (ныне на Украине). Мать Алексея умерла, когда ему было 5 лет. Отец воевал на фронтах Первой мировой войны, поэтому мальчик жил у бабушки или других своих родственников.
Уже с детства в нём проявилась сильная тяга к учёбе. В 1920-е годы он сначала подал документы в индустриальный техникум, но, проучившись полгода, понял, что это не его дело. В это время в стране развернулась кампания под лозунгом «Все на борьбу с неграмотностью!», поэтому профессия учителя стала очень значимой и востребованной.
Халимонов окончил Запорожский педагогический техникум, год провёл на практике в детской колонии под началом опытных педагогов, и после этого, получив диплом, в 1928 году приехал в Острогожск. С этим городом оказалась связана вся его последующая жизнь.
Летом 1935 года был назначен директором единственной в ту пору в Острогожске средней школы.
В 1940 году в класс к Халимонову пришёл Вася Кубанёв, ставший в скором времени известным поэтом.
С началом войны Халимонов ушёл на фронт рядовым и провоевал два года, дослужившись до лейтенанта-политрука. После тяжёлого осколочного ранения левой руки, от которого она так никогда и не восстановилась полностью, он вернулся из госпиталя в Острогожск. Было это 20 октября 1943 года. Прошло всего девять месяцев после освобождения города от фашистов. Средняя школа, в которой до войны он директорствовал, тоже была разрушена. Занятия возобновили во временном помещении, ездили в лес за пятнадцать километров за дровами.
Уже в это время Халимонов стал собирать материалы для своей будущей книги об Острогожске и его знатных людях. Писал он обычно поздними вечерами, когда завершал подготовку к урокам. Сначала всё из написанного Алексеем Дмитриевичем появилось на страницах районной газеты «Коммуна». Подвижнический труд продолжался 35 лет. Подготовленная для издания книга составила около 400 страниц, но в издательстве потребовали сократить её объём более чем наполовину. Вышедший в свет труд составил 176 страниц. Рецензия на него появилась в газете «Литературная Россия».
Обладая энциклопедическими знаниями об Острогожской земле, Алексей Дмитриевич активно сотрудничал с городским краеведческим музеем, читал лекции, проводил экскурсии.

## Сочинения
- Халимонов А. Д. Острогожск. — Воронеж: Центр.-Чернозем. кн. изд-во, 1978. — 176 с.